# Interactive Unix
Interactive Unix System V/386 est un port de System V pour les processeurs Intel x86.
La première version fut créée et publiée en 1985 par INTERACTIVE Systems Corporation sous le nom de 386/ix. Au départ le système était basé sur la version 3.0 de System V, mais les versions ultérieures se basaient sur la version 3.2. Sun Microsystems acheta INTERACTIVE Systems en 1992 ; la dernière version (4.1.1) fut publiée en 1998.